# Elegantogyaritus wakaharai
Elegantogyaritus wakaharai – gatunek chrząszcza z rodziny kózkowatych i podrodziny zgrzypikowych. Jedyny przedstawiciel rodzaju Elegantogyaritus.

## Zasięg występowania
Azja Południowo-Wschodnia, występuje w płn.-wsch. Laosie.